# ITs Festival Amsterdam
Het ITs Festival Amsterdam is sinds 1990 een jaarlijks Nederlands theaterfestival. In 2014 werd de vijfentwintigste editie gehouden.
Op het festival worden afstuderende theater- en dansgezelschappen van de officiële Nederlandse opleidingen uitgenodigd, naast een selectie van buitenlandse afstudeervoorstellingen. Er wordt toneel, dans, kleinkunst en mime gebracht. Meer dan 50 producties komen zo in een week tijd aan bod.
Er wordt gespeeld in het Compagnietheater, het Frascati Theater, de Doelenzaal, De Brakke Grond, de Theaterschool, Openluchttheater Vondelpark, Vondel CS, Old School en de Dependance de Theaterschool.
ITs was van 1990 tot 2003 een initiatief van De Theaterschool van de Amsterdamse Hogeschool voor de Kunsten. In november 2003 werd de organisatie van het festival een opdracht van een eigen onafhankelijke organisatie, gevestigd op de Oudezijds Achterburgwal. Het bestuur van de stichting is in handen van Robert Samkalden (voorzitter), Rien Sprenger, Jan Lau (penningmeester), Mei Li Vos, Noraly Beyer en Liselore van der Heijden.
ITs staat sinds 2005 onder leiding van artistiek directeur Theu Boermans met Tim Persent als artistiek leider dans.

## Prijzen
Op het festival wordt een aantal prijzen toegekend.
- Winnaars van de ITs Ton Lutz Award:
  - 2014: Eva Line de Boer
  - 2013: Olivier Diepenhorst
  - 2012: Maren Bjorseth
  - 2011: Ilmer Rozendaal
  - 2010: Julie Vandenberghe
  - 2009: Bo Tarenskeen en Lotte de Beer
  - 2008: Merel de Groot
  - 2007: Michiel de Regt
  - 2006: Joachim Robbrecht
  - 2005: Sarah Moeremans
  - 2004: Jef Vangestel
  - 2003: Boukje Schweigman
  - 2002: Christiaan Mooij
  - 2001: Olivier Provily
  - 2000: Suzan Boogaerdt

- Winnaars van de ITs Krisztina de Châtel Award:
  - 2014: Louis Vanhaverbeke
  - 2013: Floortje Doeksen

- Winnaars van de ITs Choreography Award:
  - 2012: Jasper van Luijk
  - 2011: Simon Tanguy
  - 2010: William Collins
  - 2009: Alma Söderberg
  - 2008: Leena Keizer
  - 2007: Christoph Leuenberger

- ITs NORMA Dance Award
  - 2014: Benjamin Muller
  - 2013: Ivan Ugrin

- Winnaars van de ITs Parade Parel:
  - 2014: Tamar Blom en Kajetan Uranitsch
  - 2013: Studio Mensink Vanderbroeck
  - 2012: Joke Emmers
  - 2011: George Tobal
  - 2010: Michele Rizzo
  - 2009: Nadia Amin, Michiel Bakker, Carole van Ditzhuijzen, Roos van Erkel, Janneke Remmers en Bo Tarenskeen
  - 2008: Bas van Rijnsoever en Floor van Leeuwen

- Winnaars van de Kemn - A - ward:
  - 2014: Melody Klaver
  - 2013: Eva van Gessel
  - 2012: Sallie Harmsen
  - 2011: Mattias Van de Vijver
  - 2010: Keja Kwestro
  - 2009: Lien Wildemeersch
  - 2008: Alejandra Theus
  - 2007: Ilse de Koe
  - 2006: Oscar van Rompay

- Winnaars van de ITs Award Playwriting:
  - 2013: Sofie Tseng
  - 2012: Iona Daniel
  - 2011: Sytze Schalk
  - 2010: Simon Weeda

- Winnaars van de ITs Ro Theater Award:
  - 2014: Eva Jansen Manenschijn

- Winnaars van de ITs Guest Award:
  - 2013: St. Petersburg en Toneelacademie Maastricht
  - 2012: University of Cape Town School of Dance
  - 2011: Soetkin Demey
  - 2010: Toneelacademie Maastricht & Manchester Metropolitan University
  - 2009: Transitions Dance Company
  - 2008: Northern School of Contemporary Dance en P.A.R.T.S
  - 2007: Rabea Kiel

- Winnaars van Het Debuut:
  - 2014: Greet Jacobs, Linda Lugtenborg en Femke Stallaert, Nick Bos, Mathieu Wijdeven en Jip van den Dool en Marijn Brussaard

- De winnaars van de Best of ITs on Tour:
  - 2013: Erika Cederqvist en Julie Solberg, Wies Fest, Yannick van de Velde en Tom van Kalmthout
  - 2012: Stefan Jakiela, Marijn Alexander de Jong, Karel van Laere en Jimi Zoet, Anneke Sluiters
  - 2011: George Tobal, Fleur van den Berg